# Alberto Abalde Rodríguez
Alberto Abalde Rodríguez (Vigo, Pontevedra, 10 de noviembre de 1958) es un ex baloncestista español, con una altura de 201 cm y cuya posición en la cancha era la de alero. Es el padre de los también jugadores de baloncesto Tamara Abalde y Alberto Abalde Díaz.

## Clubes
- 1980-1981 - Porcelanas Santa Clara Vigo
- 1982-1986 - Obradoiro Santiago
- 1986-1992 - C.B. OAR Ferrol
- 1992-1993 - Concello de Meis Pontevedra